# Campo Olímpico de Golfe
De Olympische golfbaan (Portugees: Campo Olímpico de Golfe) bij Rio de Janeiro is aangelegd ten behoeve van de Olympische Zomerspelen van 2016. Hij is ontworpen door Gil Hanse.
De 18-holes golfbaan ligt in een natuurgebied, dat zich uitstrekt langs de Atlantische Oceaan. Milieu-activisten maakten bezwaar tegen de aanleg van de baan, die in maart 2015 door burgemeester Eduardo Paes werd geopend. Hij heeft toegezegd na de Olympische Spelen geen overheidsgeld aan het onderhoud van de baan uit te geven. 
De baan is een ontwerp van architect Pedro Évora en landschapsarchitect Pedro Rivera werden aangenomen. De 34-jarige Pedro Évora heeft ook het nieuwe clubhuis ontworpen.

## Records

### Mannen
- Marcus Fraser vestigde tijdens de eerste ronde van het mannentoernooi golf op de Olympische Zomerspelen 2016 het baanrecord met een score van 63 (acht onder par).
- Matt Kuchar evenaarde deze score in de vierde ronde van het toernooi.
- Justin Rose maakte tijdens de eerste ronde, op de vierde hole, de eerste Olympische hole-in-one.[1]

### Vrouwen
- Ariya Jutanugarn vestigde tijdens de eerste ronde van het vrouwentoernooi golf op de Olympische Zomerspelen 2016 het baanrecord met een score van 65 (zes onder par).
- Stacy Lewis scherpte tijdens de tweede ronde van hetzelfde toernooi het baanrecord aan met een score van 63 (acht onder par).
- Maria Vertsjenova zorgde in de slotronde (vierde ronde) voor de derde verbetering van het baanrecord; ze scherpte het record aan met een score van 62 (negen onder par).
- Xi Yu Lin maakte tijdens de derde ronde, op de achtste hole, als eerste vrouw op de olympische zomerspelen een hole-in-one.

## Scorekaart

### Mannen
| Hole             | 1   | 2   | 3   | 4   | 5   | 6   | 7   | 8   | 9   | Out   | 10  | 11  | 12  | 13  | 14  | 15  | 16  | 17  | 18  | In    | Totaal |
| ---------------- | --- | --- | --- | --- | --- | --- | --- | --- | --- | ----- | --- | --- | --- | --- | --- | --- | --- | --- | --- | ----- | ------ |
| Afstand in yard  | 604 | 486 | 351 | 191 | 547 | 196 | 493 | 172 | 369 | 3.409 | 590 | 488 | 514 | 479 | 229 | 412 | 303 | 133 | 571 | 3.719 | 7.128  |
| Afstand in meter | 552 | 444 | 321 | 175 | 500 | 179 | 451 | 157 | 337 | 3.116 | 539 | 446 | 470 | 438 | 209 | 377 | 277 | 122 | 522 | 3.400 | 6.516  |
| Par              | 5   | 4   | 4   | 3   | 5   | 3   | 4   | 3   | 4   | 35    | 5   | 4   | 4   | 4   | 3   | 4   | 4   | 3   | 5   | 36    | 71     |

### Vrouwen
| Hole             | 1   | 2   | 3   | 4   | 5   | 6   | 7   | 8   | 9   | Out   | 10  | 11  | 12  | 13  | 14  | 15  | 16  | 17  | 18  | In    | Totaal |
| ---------------- | --- | --- | --- | --- | --- | --- | --- | --- | --- | ----- | --- | --- | --- | --- | --- | --- | --- | --- | --- | ----- | ------ |
| Afstand in yard  | 536 | 435 | 321 | 155 | 493 | 177 | 409 | 154 | 324 | 3.004 | 526 | 420 | 430 | 408 | 190 | 374 | 264 | 120 | 509 | 3.241 | 6.245  |
| Afstand in meter | 490 | 398 | 294 | 142 | 451 | 162 | 374 | 141 | 296 | 2.748 | 481 | 384 | 393 | 373 | 174 | 342 | 241 | 110 | 465 | 2.963 | 5.711  |
| Par              | 5   | 4   | 4   | 3   | 5   | 3   | 4   | 3   | 4   | 35    | 5   | 4   | 4   | 4   | 3   | 4   | 4   | 3   | 5   | 36    | 71     |

Zie ook: de Olympic Club in San Francisco.